# Imre Czobor
Baronul Imre Czobor de Czoborszentmihály (n. 1520 – d. 8 iunie 1581) a fost un nobil și om de stat maghiar, care a servit ca guvernator palatin al Ungariei (în maghiară nádori helytartó) din februarie 1572 până în 8 iunie 1581.
Fiica lui a fost Erzsébet Czobor, a doua soție a palatinului György Thurzó.